# Zbigniew Szczerbiński
Zbigniew Szczerbiński (ur. 12 kwietnia 1967 w Rudzie Śląskiej) – polski perkusista rockowy, muzyk zespołu Dżem.

## Życiorys
Do gry na perkusji namówił go brat, z którym przez pierwsze lata muzykował. Jego pierwszym większym zespołem był zespół BIG TU TU – laureat „Mokotowskiej Jesieni Muzycznej” oraz „Złotej Dziesiątki OMPP” we Wrocławiu.
W 1988 zaczął grę z zespołem Gang Olsena, którego był jednym z założycieli. Z zespołem tym zaczął stawać się sławny, występowali na różnych wielkich festiwalach, m.in. Rawa Blues Festival, Festiwal w Jarocinie, na którym grupa została laureatem w 1990, oraz pierwsze nagrania studyjne, które zaowocowały wydaniem płyty.
W 1992 Dżem zaproponował mu grę na perkusji w zespole, w miejsce Jerzego Piotrowskiego. Przez dwa lata był perkusistą Dżemu i Gangu Olsena.
Współpraca z Dżemem otworzyła mu perspektywę profesjonalnej kariery, nagrywania wielu płyt, granie mnóstwa koncertów (ponad 100 rocznie), m.in. koncertu w Operze Śląskiej w Bytomiu, który zarejestrowano na płycie Dżem w operze oraz występów przed zespołami takimi jak The Rolling Stones i ZZ Top.